# مورين دنلوب دي بوب
مورين أديل شيس دنلوب دي بوب (بالإنجليزية: Maureen Adele Chase Dunlop de Popp)‏ (من مواليد 26 أكتوبر 1920 - تُوفيت في 29 مايو 2012) وهي طيارة أرجنتينية ساهمت في النقل الجوي البريطاني (ATA) خلال الحرب العالمية الثانية.

## حياتها
ولدت دنلوب في كويلمس، بالقرب من بوينس آيرس، في 26 أكتوبر 1920. كان والداها مدير مزرعة، الأسترالي إريك تشيس دانلوب، تطوع والدها خلال الحرب العالمية الأولى. كان يعمل لدى شركة بريطانية لإدارة 250.000 هكتار من مزارع الأغنام في باتاغونيا وكان يتحدث الإنجليزية بطلاقة. زوجتة جاسمين ماي ويليامز، كان للزوجان أيضا ابنة كبيرة تُسمى جوان، وابن أصغر سناً ويدعى اريك.
درست مورين أديل بكلية سانت هيلدا في هرلينغام، بوينس آيرس. كانت دائما محاطة بالحيوانات بسبب عمل والدها وكانت ماهرة في ركوب الخيل.
كان الأطفال الثلاثة يزورون إنجلترا بانتظام. خلال عطلة هناك عام 1936، أخذت دنلوب دروسًا في الطيران. وعند عودتها إلى الأرجنتين، قامت بتأجيل شهادة ميلادها للسماح لها بمواصلة التدريب على الطيران.

## الحرب العالمية الثانية
عند اندلاع الحرب، قررت دنلوب أن تشارك وقامت بالانضمام إلى ATA (النقل الجوي البريطاني)، قامت دنلوب بما لا يقل عن 500 ساعة من الطيران بمفردها، أي ضعف عدد الرجال. بعد زيادة ساعات عملها بشكل كاف، في أوائل عام 1942 سافرت دنلوب وشقيقتها عبر المحيط الأطلسي على سفينة مسجلة أرجنتينية محايدة.
في حين انضمت أختها إلى هيئة الإذاعة البريطانية"بي بي سي"، وفي أبريل 1942، انضمت مورين إلى ATA ، واحدة من 164 طيارة. تدربت على الطيران ل 38 نوعًا من الطائرات، بعد مرور 800 ساعة. وذكرت في وقت لاحق أن النوع المفضل لديها للطيران هي دي هافيلاند موسكيتو. تم إجبارها على الهبوط الاضطراري بعد أن انفجرت مظلة قمرة القيادة الخاصة بها بعد إقلاعها.
ظهرت دنلوب في الصفحة الأولى من مجلة «بوست بوست» في عام 1944، لتثبت أن المرة لها القدرة أن تكون براقة وجميلة وهي في حالة الحرب..

## بعد الحرب
بعد انتهاء الحرب، تأهلت دنلوب كمدربة طيران في مطار لندن لوتن، قبل العودة إلى الأرجنتين. وهناك طلبت من الطيارين السفر جواً إلى سلاح الجو الأرجنتيني. عقدت دنلوب في وقت لاحق شراكة في شركة جوية، واستمرت في الطيران بنشاط حتى عام 1969.
في عام 1955 تزوجت من الدبلوماسي الروماني المتقاعد سربان فيكتور بوب بعد مقابلته في وظيفة السفارة البريطانية في بوينس آيرس. وكان للزوجان ابن وابنتان، كانوا يعيشون في مزرعة ميلا لاكوين وفي عام 1973، انتقلت العائلة إلى نورفك لتربية الخيول العربية الأصيلة. توفي زوجها في عام 2000.
في عام 2003، كانت دنلوب واحدة من ثلاث طيارات ATA(النقل الجوي البريطاني) من الإناث اللواتي حصلن على جائزة نقابة الطيارين في الجو.
توفيت في مايو 2012، في منزلها في نورفك.